# Pluto faller för frestelsen
Pluto faller för frestelsen (engelska: Pluto's Kid Brother) är en amerikansk animerad kortfilm med Pluto från 1946.

## Handling
Pluto har en lillebror som är väldigt busig och har lätt för att hamna i dåliga sällskap, som till exempel bulldoggen Butch. Lite senare försöker Pluto och brodern att stjäla några korvar från en köttmarknad, men larmet går och nu måste de inte bara se upp för andra hundar, utan även för hundfångaren.

## Om filmen
Filmen hade svensk premiär den 1 december 1947 och visades på biografen Spegeln i Stockholm.

## Rollista
- Pinto Colvig – Pluto, Plutos lillebror
- Clarence Nash – Butch[4]